# Louis Ronvaux
Louis Joseph Ronvaux (Noville-les-Bois, 30 juni 1836 - Namen, 1 november 1911) was een Belgisch volksvertegenwoordiger.

## Levensloop
Ronvaux promoveerde in 1861 tot doctor in de geneeskunde.
Hij werd gemeenteraadslid en schepen van Namen. In 1894 werd hij verkozen tot liberaal volksvertegenwoordiger voor het arrondissement Namen en vervulde dit mandaat tot in 1896.

## Publicatie
- Essai sur l'art de se bien porter, Namen, 1878.